# Glancing Madly Backwards (musikalbum)
Glancing Madly Backwards är det fjärde studioalbumet av den svenska rockgruppen Qoph, utgivet den 28 maj 2014 av Transubstans Records. Skivan innehåller outgivet och svåråtkomligt studiomaterial inspelat mellan 1994 och 2004. Ett flertal olika medlemsuppsättningar medverkar på albumet 

## Låtlista
1. "Resh" - 3:43
2. "Metamorphosis" - 8:10
3. "Anticipations" - 4:55
4. "Will the Sun Be Back Tomorrow" - 4:29
5. "Kalejdoskopiska Aktiviteter" - 18:31
6. "Rastlös" - 3:32
7. "Herr Qophs Villfarelser (alternativ version)" - 5:24
8. "Dansar Galet Bakåt" - 4:28
9. "Ögonblick" - 10:24
10. "Förförande Rädsla (demoversion) " - 13:31

## Medverkande
Qoph
- Robin Kvist - sång
- Filip Norman - gitarr
- Jimmy Wahlsteen - gitarr
- Fredrik Rönnqvist - gitarr
- Federico de Costa - trummor, sång
- Patrik Persson - bas
- Henric Jordam - bas

Gästmusiker
- Karl Asp - saxofon (på "Kalejdoskopiska Aktiviteter" och "Ögonblick")
- Mats Öberg - Moog (på "Anticipations")